# Mainsat
Mainsat (Mançac en occitan) est une commune française située dans le département de la Creuse en région Nouvelle-Aquitaine. C'est dans cette commune que l'on trouve la maison du Pays Combraille en Marche.

## Géographie

### Généralités

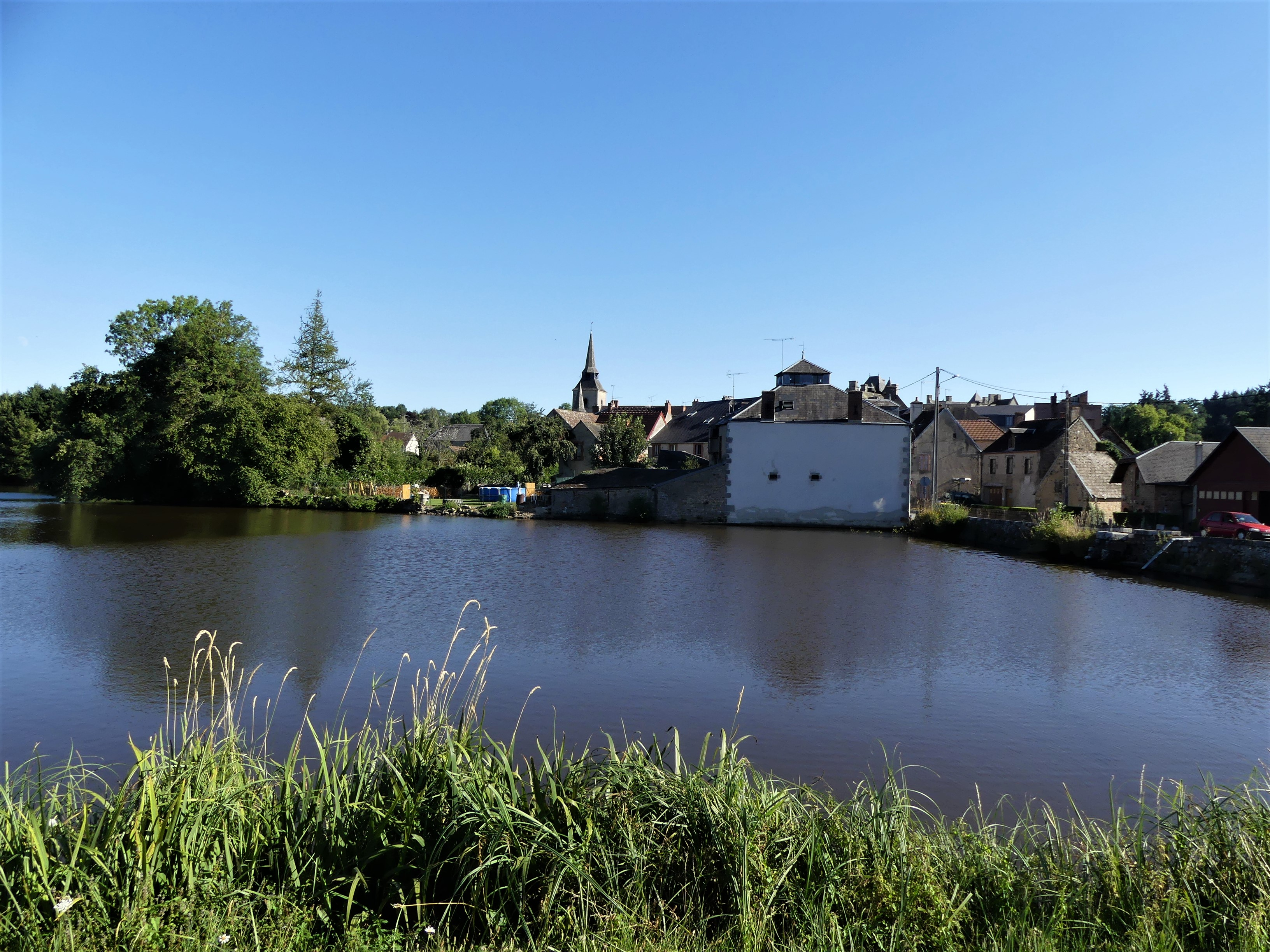
L'étang alimenté par la Vezelle, au nord du bourg.

Mainsat est située dans l'est du département de la Creuse. Elle se trouve sur le tracé de la Méridienne verte sur lequel eurent lieu des festivités le 14 juillet 2000. La commune est arrosée par la Vezelle et la Méouze qui y prennent leurs sources, ainsi que par le ruisseau des Portes appelé Bellegy dans sa partie aval.

### Communes limitrophes
Mainsat est limitrophe de sept autres communes.
| Saint-Priest              | Sannat   |                   |
| La Serre-Bussière-Vieille | Mainsat  | Arfeuille-Châtain |
| Champagnat                | Lupersat | Bussière-Nouvelle |

### Climat
Pour des articles plus généraux, voir Climat de la Nouvelle-Aquitaine et Climat de la Creuse.
Historiquement, la commune est exposée à un climat montagnard.
En 2020, Météo-France publie une typologie des climats de la France métropolitaine dans laquelle la commune est exposée à un climat de montagne et est dans la région climatique  Ouest et nord-ouest du Massif Central, caractérisée par une pluviométrie annuelle de 900 à 1 500 mm, maximale en automne et en hiver.
Pour la période 1971-2000, la température annuelle moyenne est de 9,8 °C, avec  une amplitude thermique annuelle de 14,7 °C. Le cumul annuel moyen de précipitations est de 928 mm, avec 12 jours de précipitations en janvier et 7,9 jours en juillet. Pour la période 1991-2020, la température moyenne annuelle observée sur la station météorologique la plus proche, située sur la commune de Lupersat à 7,95 km à vol d'oiseau, est de 10,8 °C et le cumul annuel moyen de précipitations est de 934,9 mm,. Pour l'avenir, les paramètres climatiques de la commune estimés pour 2050 selon différents scénarios d’émission de gaz à effet de serre sont consultables sur un site dédié publié par Météo-France en novembre 2022.

## Urbanisme

### Typologie
Au 1er janvier 2024, Mainsat est catégorisée commune rurale à habitat très dispersé, selon la nouvelle grille communale de densité à 7 niveaux définie par l'Insee en 2022.
Elle est située hors unité urbaine et hors attraction des villes,.

### Occupation des sols
L'occupation des sols de la commune, telle qu'elle ressort de la base de données européenne d’occupation biophysique des sols Corine Land Cover (CLC), est marquée par l'importance des territoires agricoles (85,7 % en 2018), une proportion sensiblement équivalente à celle de 1990 (85,6 %). La répartition détaillée en 2018 est la suivante : 
prairies (60,4 %), zones agricoles hétérogènes (25,4 %), forêts (13,1 %), zones urbanisées (1,2 %). L'évolution de l’occupation des sols de la commune et de ses infrastructures peut être observée sur les différentes représentations cartographiques du territoire : la carte de Cassini (XVIIIe siècle), la carte d'état-major (1820-1866) et les cartes ou photos aériennes de l'IGN pour la période actuelle (1950 à aujourd'hui).

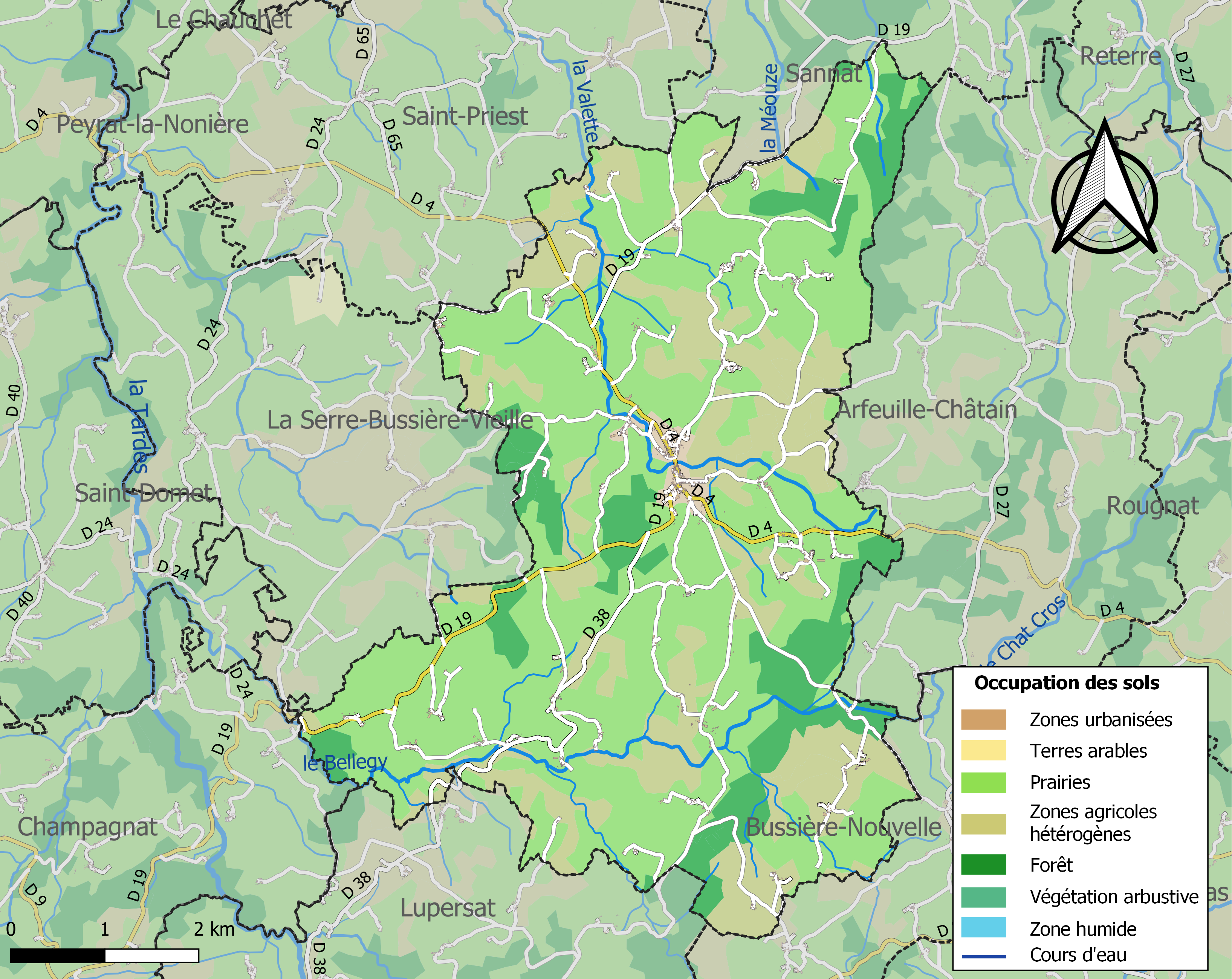
Carte des infrastructures et de l'occupation des sols de la commune en 2018 (CLC).

### Risques majeurs
Le territoire de la commune de Mainsat est vulnérable à différents aléas naturels : météorologiques (tempête, orage, neige, grand froid, canicule ou sécheresse) et séisme (sismicité faible). Il est également exposé à un risque particulier : le risque de radon. Un site publié par le BRGM permet d'évaluer simplement et rapidement les risques d'un bien localisé soit par son adresse soit par le numéro de sa parcelle.

#### Risques naturels

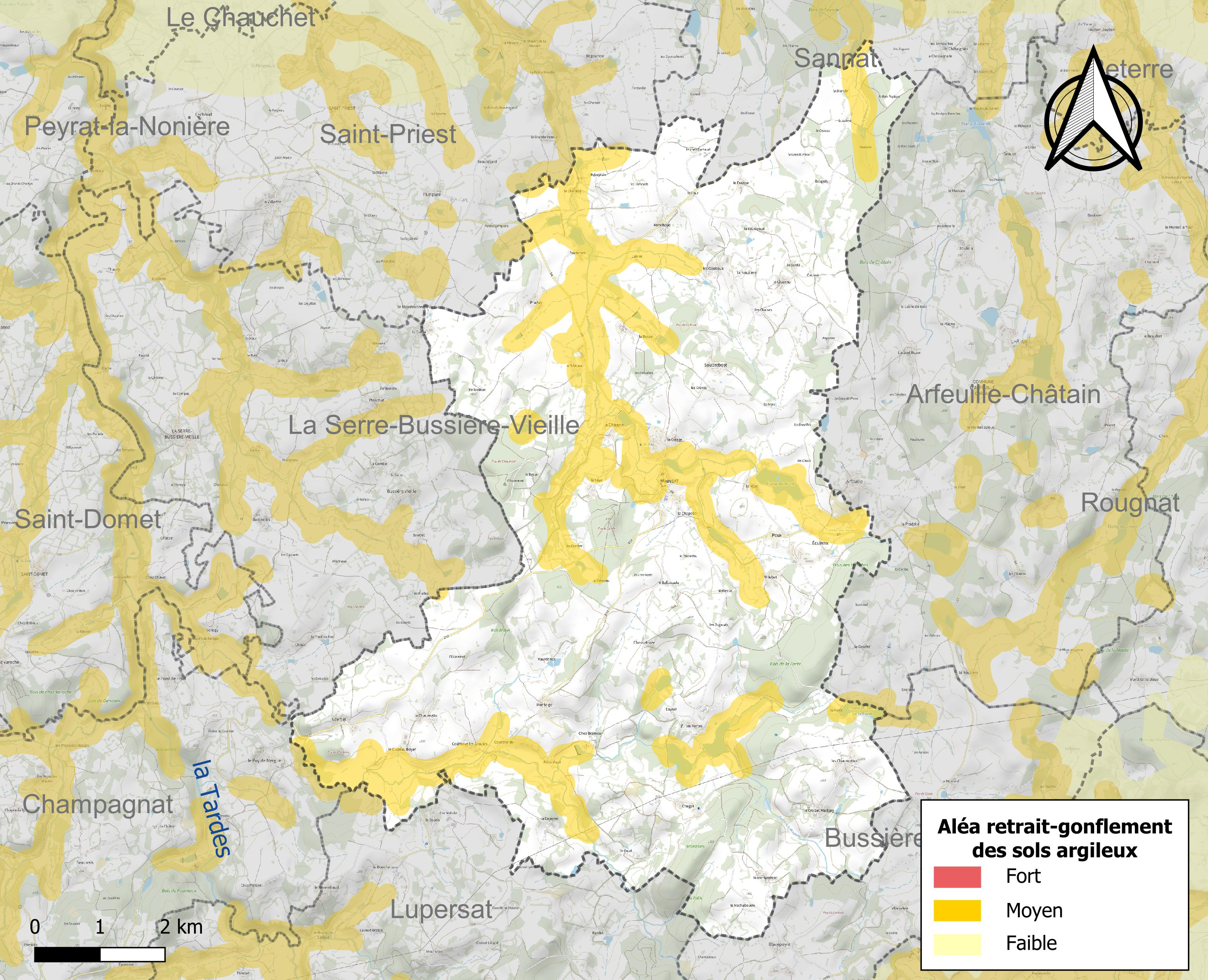
Carte des zones d'aléa retrait-gonflement des sols argileux de Mainsat.

Le retrait-gonflement des sols argileux est susceptible d'engendrer des dommages importants aux bâtiments en cas d’alternance de périodes de sécheresse et de pluie. 20,7 % de la superficie communale est en aléa moyen ou fort (33,6 % au niveau départemental et 48,5 % au niveau national). Sur les 472 bâtiments dénombrés sur la commune en 2019, 145 sont en aléa moyen ou fort, soit 31 %, à comparer aux 25 % au niveau départemental et 54 % au niveau national. Une cartographie de l'exposition du territoire national au retrait gonflement des sols argileux est disponible sur le site du BRGM,.
Par ailleurs, afin de mieux appréhender le risque d’affaissement de terrain, l'inventaire national des cavités souterraines permet de localiser celles situées sur la commune.
La commune a été reconnue en état de catastrophe naturelle au titre des dommages causés par les inondations et coulées de boue survenues en 1982 et 1999. Concernant les mouvements de terrains, la commune a été reconnue en état de catastrophe naturelle au titre des dommages causés par la sécheresse en 2019 et par des mouvements de terrain en 1999.

#### Risque particulier
Dans plusieurs parties du territoire national, le radon, accumulé dans certains logements ou autres locaux, peut constituer une source significative d’exposition de la population aux rayonnements ionisants. Certaines communes du département sont concernées par le risque radon à un niveau plus ou moins élevé. Selon la classification de 2018, la commune de Mainsat est classée en zone 3, à savoir zone à potentiel radon significatif.

#### Transports en commun
- Réseau TransCreuse

## Toponymie
Le nom Mainsat, dérivé de Mansiacum, pourrait provenir du terme latin mansio, signifiant relais, hameau ou maison. L'existence d'une voie gallo-romaine reliant Évaux à Felletin, dont les vestiges sont encore visibles entre le Vieux Mainsat à La Besse, corrobore cette hypothèse.

## Histoire

### Préhistoire
Un biface acheuléen de 21 cm fut retrouvé vers 1907 sur le territoire actuel de la commune.

### Antiquité
On trouve au lieu-dit le Vieux Mainsat (sur une pente au nord du bourg actuel) les restes d'une petite agglomération antique (sans doute les vestiges d'une nécropole lémovice). Une charte de 1196 mentionne le lieu-dit Vetus-villa, villa désignant à cette époque un domaine rural ou un hameau. Des portions d'une voie gallo-romaine existent encore entre le Vieux Mainsat et La Besse. Tout contre le château, on a découvert d'importants restes gallo-romains.

### Moyen-âge et Temps modernes
Aménagement d'une enceinte fortifiée autour du village.
Construction du château de Mainsat à partir de 960.
En 1153, Aymon, seigneur de la Roche, fonde un prieuré de l'ordre de Cluny.
Sur la maison Parrot se trouve une inscription en l'honneur de la Vicomtesse de Narbonne, c'est-à-dire Antoinette de La Roche-Aymon, qui se maria avec le Vicomte Philippe de Narbonne-Lara en 1771, lequel devint duc en 1780. Ceci permet de d'estimer l'année de sa construction entre 1771 et 1780.
L'étang du Bourg ne figure pas sur la carte de Cassini (disponible sur Géoportail), mais apparaît sur le cadastre napoléonien. Il fut donc créé entre les années 1760 et les années 1820.
En 1788, Antoinette de La Roche-Aymon, Duchesse de Narbonne, fonda un hospice pour les pauvres, devenu la maison de retraite Gaston Rimareix.

### Révolution et Époque contemporaine
- 18 Frimaire An II : plantation de l'arbre de la liberté, de l'Égalité et de la Fraternité au centre de la Place de la Mairie (arbre abattu en 1942).
- 1796 : un piéton est nommé pour porter la correspondance.
- 1830 (26 septembre) : organisation d'une Garde nationale, sous la conduite du capitaine Deglaude Nicolas, médecin à Mainsat.
- 1836-1837 : agrandissement de l'église dans un style Renaissance, financé par Mme Antoinette de la Roche-Aymon, duchesse de Narbonne.
- Le cadastre dit napoléonien de 1820-1822 indique la présence un pigeonnier entre l'église et la grand-route[24].
- 1843 : création d'un bureau de poste route de Chénérailles, ensuite transféré route d'Auzances.
- 1846 : premier garde champêtre à Mainsat.
- 1855 : ouverture de l'école publique.
- 1863 : don de Marie-Françoise Victoire Delaporte des immeubles et meubles qu'elle possède dans le bourg et de son domaine de Villefumade à l'hospice de Mainsat.
- 1883 : construction de l'école libre par Mme la Baronne de Monville (née Lannes de Montebello).
- 1904 : fermeture de l'école enfantine des sœurs de Saint-Vincent-de-Paul (de l'hospice de Mainsat).
- 1912 : installation d'une bascule pour peser les animaux les jours de foire (enlevée en 1969).
- 1914-1918 : la 1re Guerre Mondiale fait 90 victimes sur la Commune, dont 30 pour la seule année 1914.
- 1923 : inauguration du Monument aux Morts.
- 1926 : fermeture de l'école libre.
- 1936-1937 : agrandissement de la mairie.
- 1990 : transfert de La Poste place de la Liberté.

## Politique et administration
| Période                                  | Période      | Identité                   | Étiquette | Qualité                     |
| ---------------------------------------- | ------------ | -------------------------- | --------- | --------------------------- |
| 2020                                     | en cours     | David Schmidt              | ...       | ...                         |
| 2001                                     | 2020         | Jacqueline Jary            | DVG       | Retraitée                   |
| 1971                                     | 1996 (décès) | Gaston Rimareix            | PS        | Député, Conseiller régional |
| 1929                                     | 1944         | M. Couraud                 | ...       | Médecin                     |
| 1919                                     | 1929         | François Boussange         | ...       | ...                         |
| 1912                                     | 1919         | François Labrot            | ...       | Menuisier-charron           |
| 1900                                     | 1912         | François Pinet             | ...       | ...                         |
| 1891                                     | 1900         | Guy de la Roche-Aymon      | ...       | Comte                       |
| ....                                     | 1891         | Renaud de la Roche-Aymon   | ...       | Marquis                     |
| 1846                                     | ....         | François de La Roche-Aymon | ...       | Comte                       |
| 1831                                     | 1846         | M. Raymond                 | ...       | Notaire                     |
| 1799                                     | 1816         | Jean-Baptiste Delaporte    | ...       | ...                         |
| 1790                                     | 1793         | Jean-Baptiste Delaporte    | ...       | ...                         |
| Les données manquantes sont à compléter. |              |                            |           |                             |

## Démographie
L'évolution du nombre d'habitants est connue à travers les recensements de la population effectués dans la commune depuis 1793. Pour les communes de moins de 10 000 habitants, une enquête de recensement portant sur toute la population est réalisée tous les cinq ans, les populations de référence des années intermédiaires étant quant à elles estimées par interpolation ou extrapolation. Pour la commune, le premier recensement exhaustif entrant dans le cadre du nouveau dispositif a été réalisé en 2004.

En 2022, la commune comptait 532 habitants, en évolution de −7,32 % par rapport à 2016 (Creuse : −3,32 %, France hors Mayotte : +2,11 %).
| 1793  | 1800  | 1806  | 1821  | 1831  | 1836  | 1841  | 1846  | 1851  |
| ----- | ----- | ----- | ----- | ----- | ----- | ----- | ----- | ----- |
| 1 480 | 1 424 | 1 466 | 1 637 | 1 668 | 1 908 | 2 304 | 2 448 | 2 504 |

| 1856  | 1861  | 1866  | 1872  | 1876  | 1881  | 1886  | 1891  | 1896  |
| ----- | ----- | ----- | ----- | ----- | ----- | ----- | ----- | ----- |
| 2 414 | 2 376 | 2 409 | 2 233 | 2 194 | 2 217 | 2 235 | 2 179 | 2 123 |

| 1901  | 1906  | 1911  | 1921  | 1926  | 1931  | 1936  | 1946  | 1954 |
| ----- | ----- | ----- | ----- | ----- | ----- | ----- | ----- | ---- |
| 2 013 | 1 878 | 1 730 | 1 409 | 1 344 | 1 232 | 1 210 | 1 092 | 989  |

| 1962 | 1968 | 1975 | 1982 | 1990 | 1999 | 2004 | 2006 | 2009 |
| ---- | ---- | ---- | ---- | ---- | ---- | ---- | ---- | ---- |
| 945  | 820  | 743  | 752  | 748  | 682  | 652  | 643  | 617  |

| 2014 | 2019 | 2022 | - | - | - | - | - | - |
| ---- | ---- | ---- | - | - | - | - | - | - |
| 581  | 543  | 532  | - | - | - | - | - | - |

## Lieux et monuments
- Étang des Portes
- Étang de la Forêt
- Église de l'Assomption-de-la-Vierge
- Château de Mainsat (XIIe siècle)
- Château des Portes (XIIe siècle)
- Château de Chaumont (XIXe siècle)

## Personnalités liées à la commune
- Peire de Maensac[29] (« Pierre de Mainsat », « Pierre de Manzat » ou « Pierre de Mauzat »), troubadour. Le lieu de sa naissance est sujet à controverse ; Certains biographes le font naître à Manzat dans le Puy-de-Dôme.
- Raoul de La Roche-Aymon, né au château de Mainsat, fut archevêque de Lyon. Il mourut en 1236.
- Charles Antoine de La Roche-Aymon, archevêque de Reims, qui baptisa (le 18 octobre 1761), maria (le 16 mai 1770) puis sacra (le 11 juin 1775) Louis XVI, est né au château de Mainsat en 1696.
- François de La Roche-Aymon, député de la Creuse (1871-1876), conseiller général du canton de Bellegarde-en-Marche et maire de Mainsat.
- Bohémia ou Lucy Alba (1905-1994), chanteuse réaliste qu'accompagna souvent le grand accordéoniste Adolphe Deprince, est née à Soubrebost.
- Jean-Charles Parot (1907-1994), cet ingénieur creusois né à Mainsat, s'est distingué dans l'aéronautique.
- Popeck (né en 1935), petit enfant juif traqué pendant la guerre, se cache au château de Chaumont sur la commune de Mainsat.

### Cartes postales anciennes

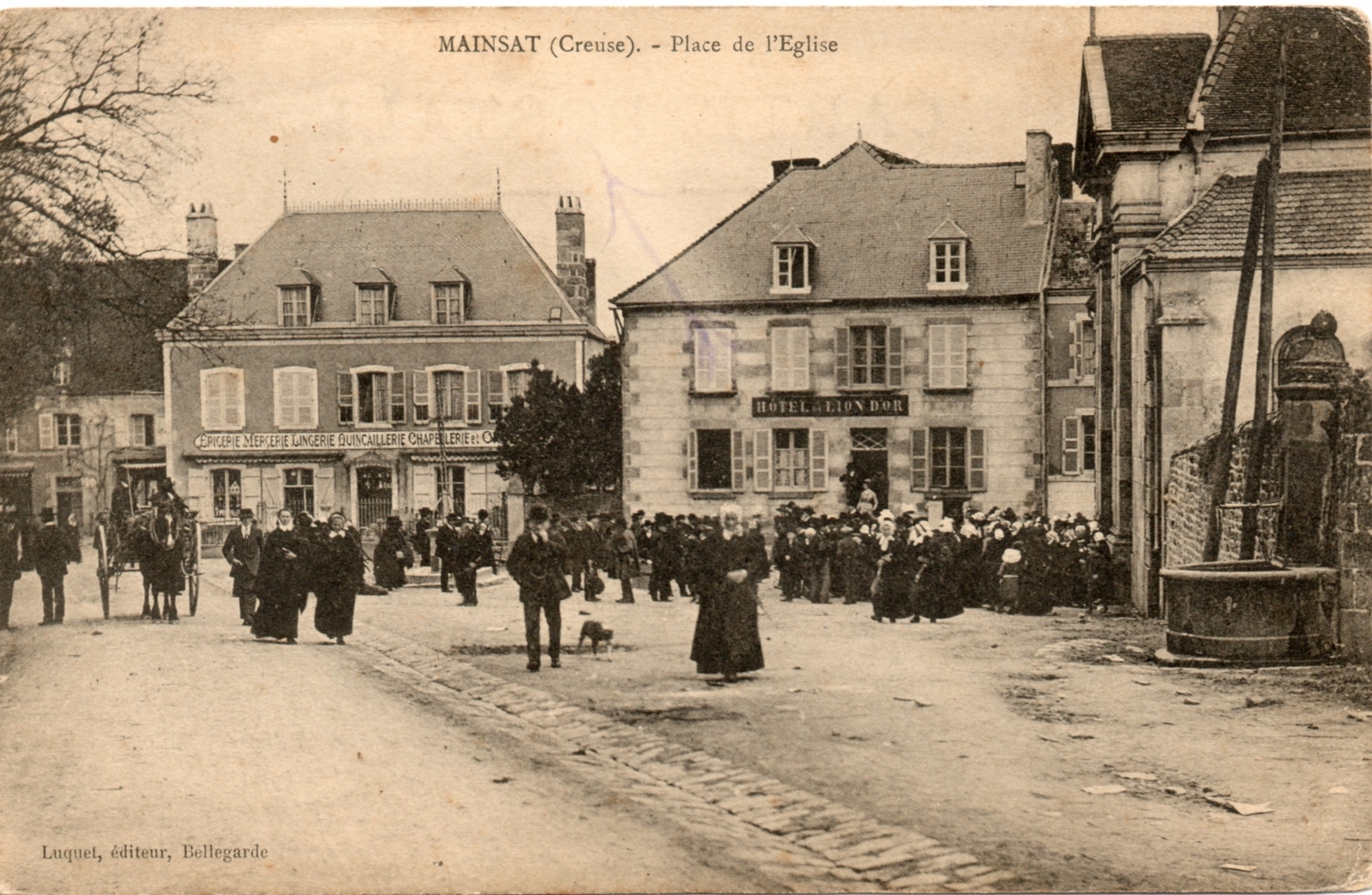
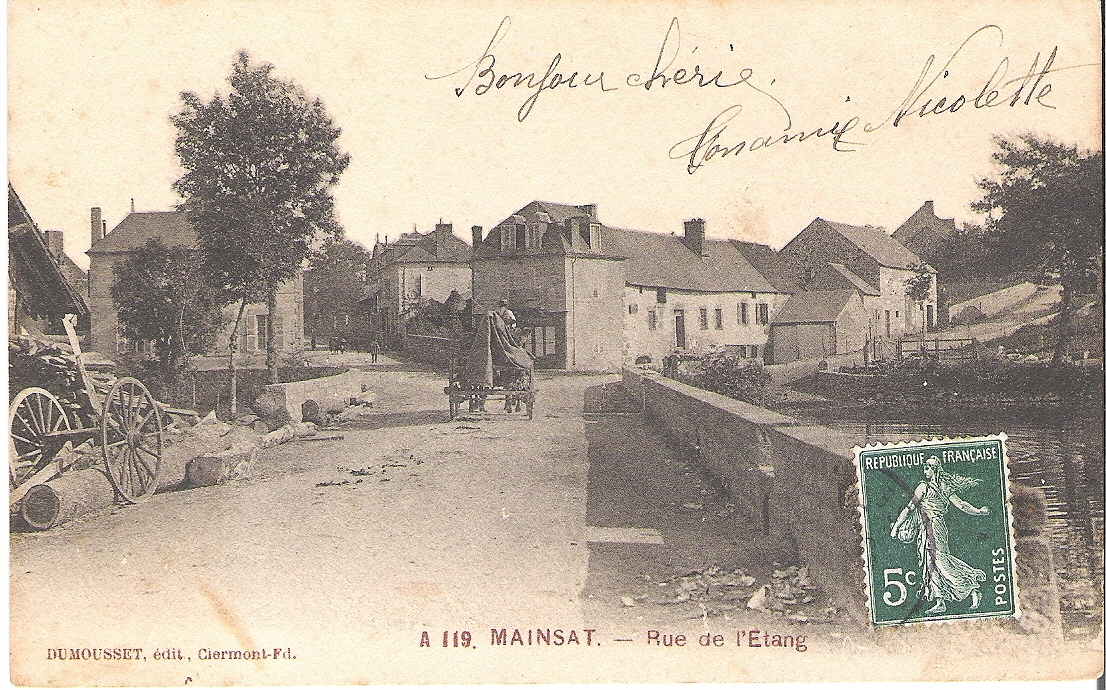
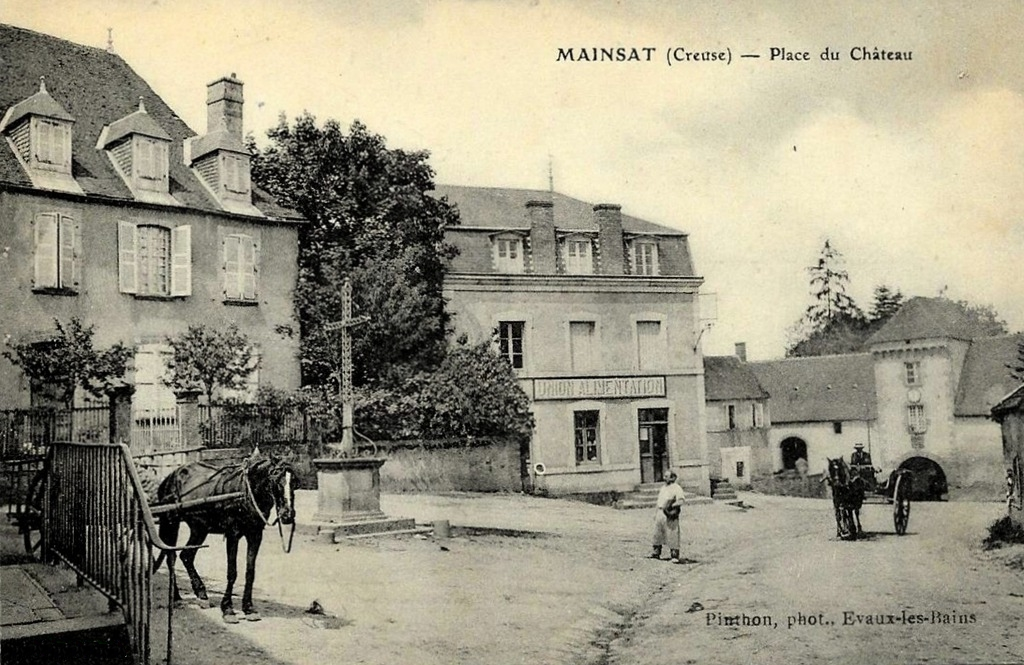
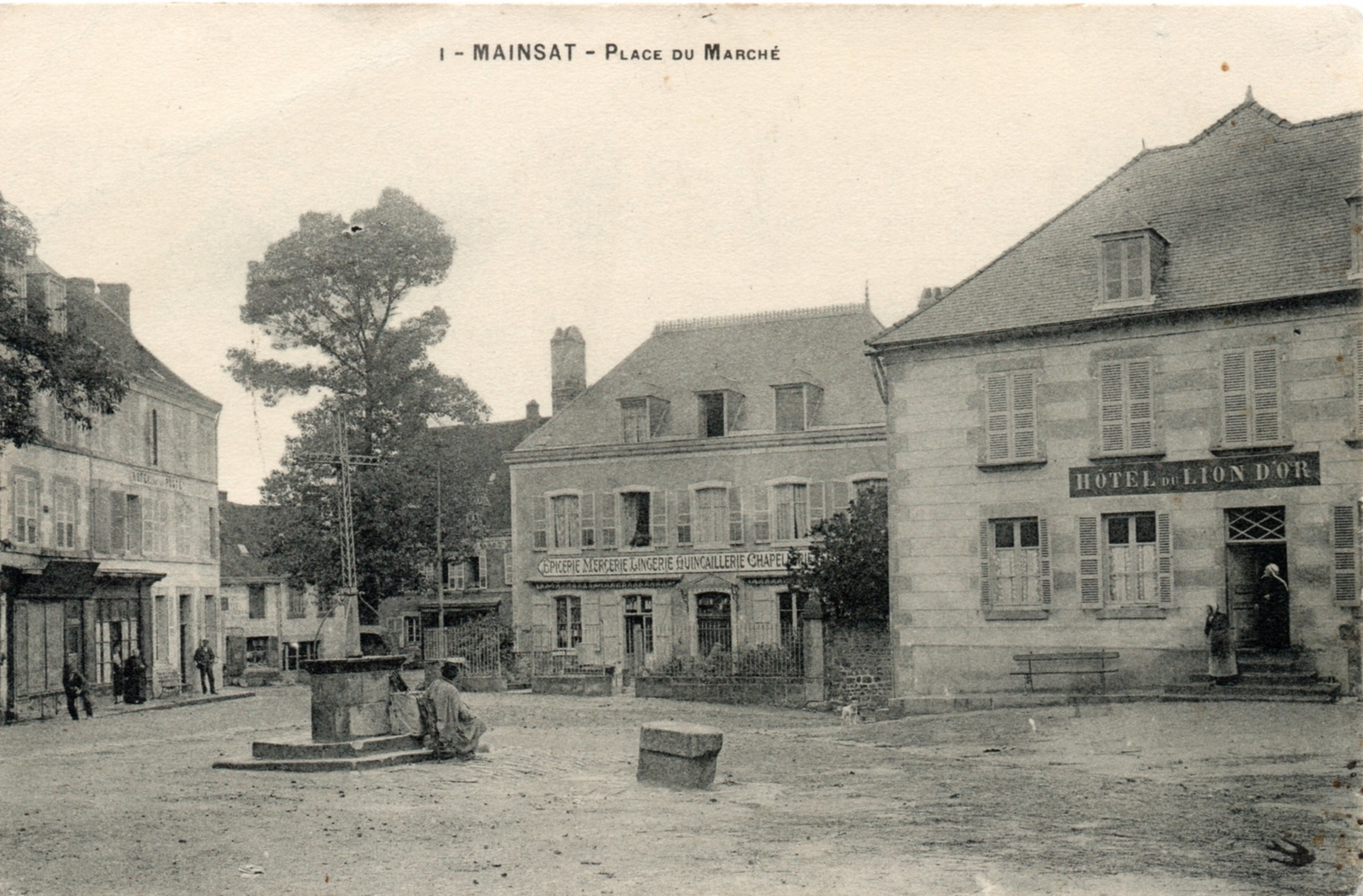
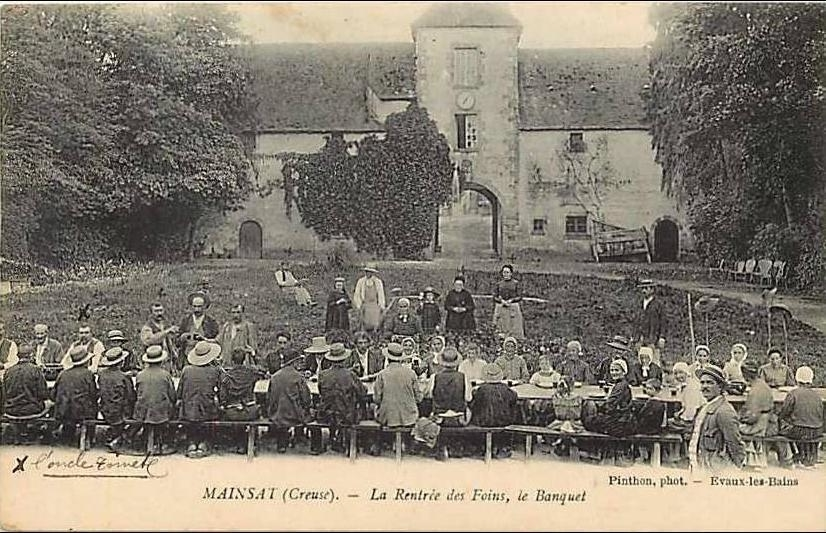
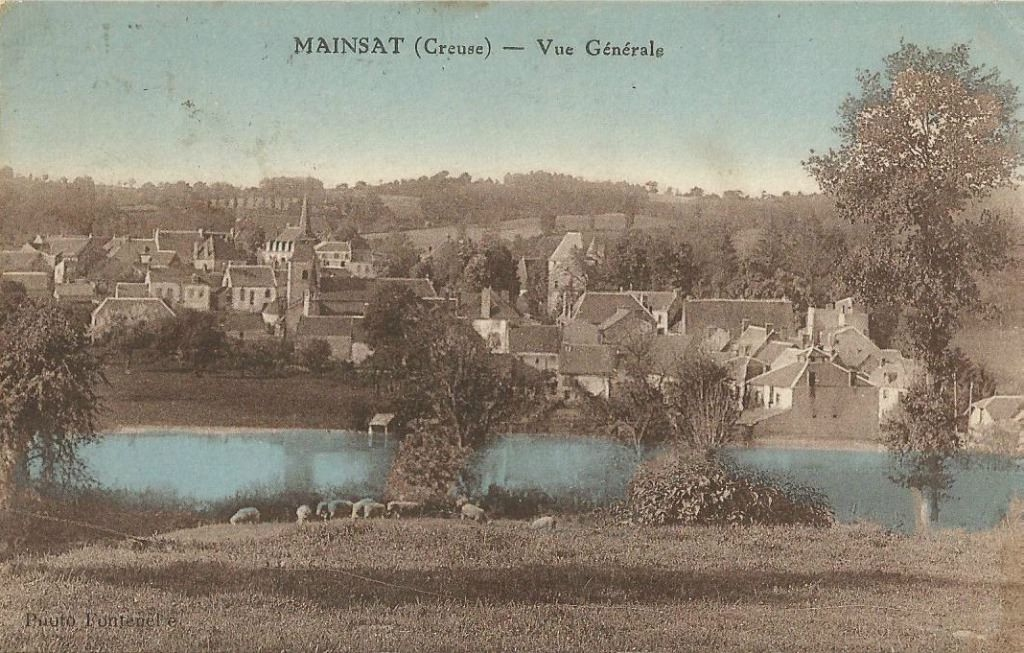